# Колцеску, Себастьян
Константин Себастьян Колцеску (рум. Constantin Sebastian Colțescu; род. 6 мая 1977, Крайова) — румынский футбольный судья. Судья ФИФА.

## Карьера
Он был переведён в Дивизию А румынского футбольного чемпионата в 2003 году, когда провёл матч между «Оцелулом» из Галати и «Глорией» из Быстрицы 28 ноября. В 2006 году он был добавлен в список ФИФА и судил серию матчей в Кубке Интертото и Кубке УЕФА. Его дебют состоялся 17 июля 2006 года на матче кубка Интертото между «Зриньски» и ФК «Марсашлокк».
В 2007 году он был исключён из списка ФИФА и переведён во вторую лигу Румынии. В конце 2008 года ему удалось вернуться в состав судейского корпуса страны, а затем и вернуть себе лицензию международной федерации футбола шесть лет спустя.

## Скандал
8 декабря 2020 года матч группового этапа розыгрыша Лиги чемпионов ПСЖ — «Истанбул», где Колцеску был запасным судьёй, был прерван Овидиу Хацеганом по причине ухода турецкой команды с поля. Причиной скандала стало обвинение одного из тренеров «Истанбула» камерунца Пьера Вебо в адрес Себастьяна Колцеску, будто бы назвавшего того ниггером.